# Joel González
Joel González Bonilla (Figueres, 30 de setembro de 1989) é um taekwondista espanhol, campeão olímpico.

## Carreira
Joel González competiu nos Jogos Olímpicos de 2012, na qual conquistou a medalha de ouro.